# Аккора (Атырауская область)
Аккора (каз. Аққора) — село в Кзылкогинском районе Атырауской области Казахстана. Входит в состав Уильского аульного округа. Код КАТО — 234849200.

## Население
В 1999 году население села составляло 275 человек (139 мужчин и 136 женщин). По данным переписи 2009 года, в селе проживало 119 человек (64 мужчины и 55 женщин).